# Воля (газета, Теребовля)
Воля — громадсько-політична газета Теребовлянщини, тижневик. Реєстраційний номер № 109-ТР. Виходить з вересня 1992 року.

## Відомості
18 вересня 1992 року вийшов перший випуск газети «Воля».

## Рубрики
- «Актуально!»,
- «Є проблема»,
- «На злобу дня»,
- «Повертаючись до надрукованого»,
- «А моя думка така»,
- «Сторінка вихідного дня».

## Редактори
- Г. Кушнерик (1992—1994)
- А. Ткач (від 1994).